# 비쥬 (잡지)
《비쥬》(Bijou)는 시공사가 발간하던  만화 잡지인데  2002년 6월 1일 창간되어 2003년 마지막 호(7월 30일 나왔고 그 해 17호인데 발행은 8월 15일자)까지 격주간으로 발간되다가  2003년 10월호부터 월간지로 바꾸었으며  2004년 6월 폐간되었다. 

## 같이 보기
- 케이크